# Hot Stuff (chanson de Kumi Kōda)
Pour les articles homonymes, voir Hot Stuff.
Singles de Kumi Kōda
Hands
(2005) Butterfly
(2005)
Hot Stuff est le 15e single de Kumi Kōda sorti sous le label Rhythm Zone le 13 avril 2005 au Japon. 
Il atteint la 10e place du classement de l'Oricon. Il se vend à 16 807 exemplaires la première semaine, et reste classé pendant 6 semaines, pour un total de 29 509 exemplaires vendus. Il sort en format CD et CD+DVD.
Hot Stuff a été utilisé comme thème musical de fin de l'émission Ryuha-R sur TX. Hot Stuff se trouve sur l'album Secret et sur les deux compilations, Out Works and Collaboration Best et Best: First Things.

## Liste des titres
| 1. | Hot Stuff feat. KM-Markit                                                                   | Kumi Kōda, KM-Markit     | Daisuke "D.I" Imai | 4:11 |
| 2. | Hot Stuff (Tashika Hen Musou Tensei remix) (featuring Uzi & KM-Markit) (確変無想転生 remix) | Kumi Kōda, KM-Markit     | Uzi & KM-Markit    | 4:19 |
| 3. | Trust You (Dub's trust me remix)                                                            | Kumi Kōda, Toru Watanabe | Dub's trust me     | 6:31 |
| 4. | Selfish (D.I.'s C&B mix)                                                                    | Miki Watanabe            | D.I.'s C&B         | 3:56 |

| 1. | Hot Stuff feat. KM-Markit               |  |
| 2. | Trust You (thanks to Mam & Gramma ver.) |  |
| 3. | Selfish (Live)                          |  |
| 4. | Hot Stuff feat. KM-Markit (Making of)   |  |